# Tyrannie des petites décisions
La tyrannie des petites décisions est un phénomène exploré dans un essai du même nom, publié en 1966 par l'économiste Américain Alfred E. Kahn. L'article décrit une situation où un certain nombre de décisions, individuellement de petite taille et de petite perspective temporelle, aboutit de façon cumulative à un résultat qui n'est ni optimal, ni désiré. C'est une situation où une série de petites décisions rationnelles peuvent avoir modifié le contexte de choix ultérieurs, au point même où les alternatives souhaitées sont irrémédiablement détruites. Kahn décrit le problème comme étant commun dans l'économie de marché et pouvant conduire à une défaillance de celui-ci. Le concept a depuis été étendu à des domaines autres qu'économiques, tels que la dégradation de l'environnement, les élections politiques et les résultats de santé.
Un exemple classique de la tyrannie des petites décisions est la tragédie des biens communs, décrite par Garrett Hardin en 1968 comme une situation où un certain nombre d'éleveurs font paître leurs vaches sur un terrain commun, chacun agissant de manière indépendante dans ce qu'il perçoit comme étant son propre intérêt rationnel, épuisant en fin de compte leur ressource limitée partagée, alors même qu'il est clair que ce n'est pas dans l'intérêt à long terme d'un éleveur que cela se produise.

## Le chemin de fer d'Ithaca

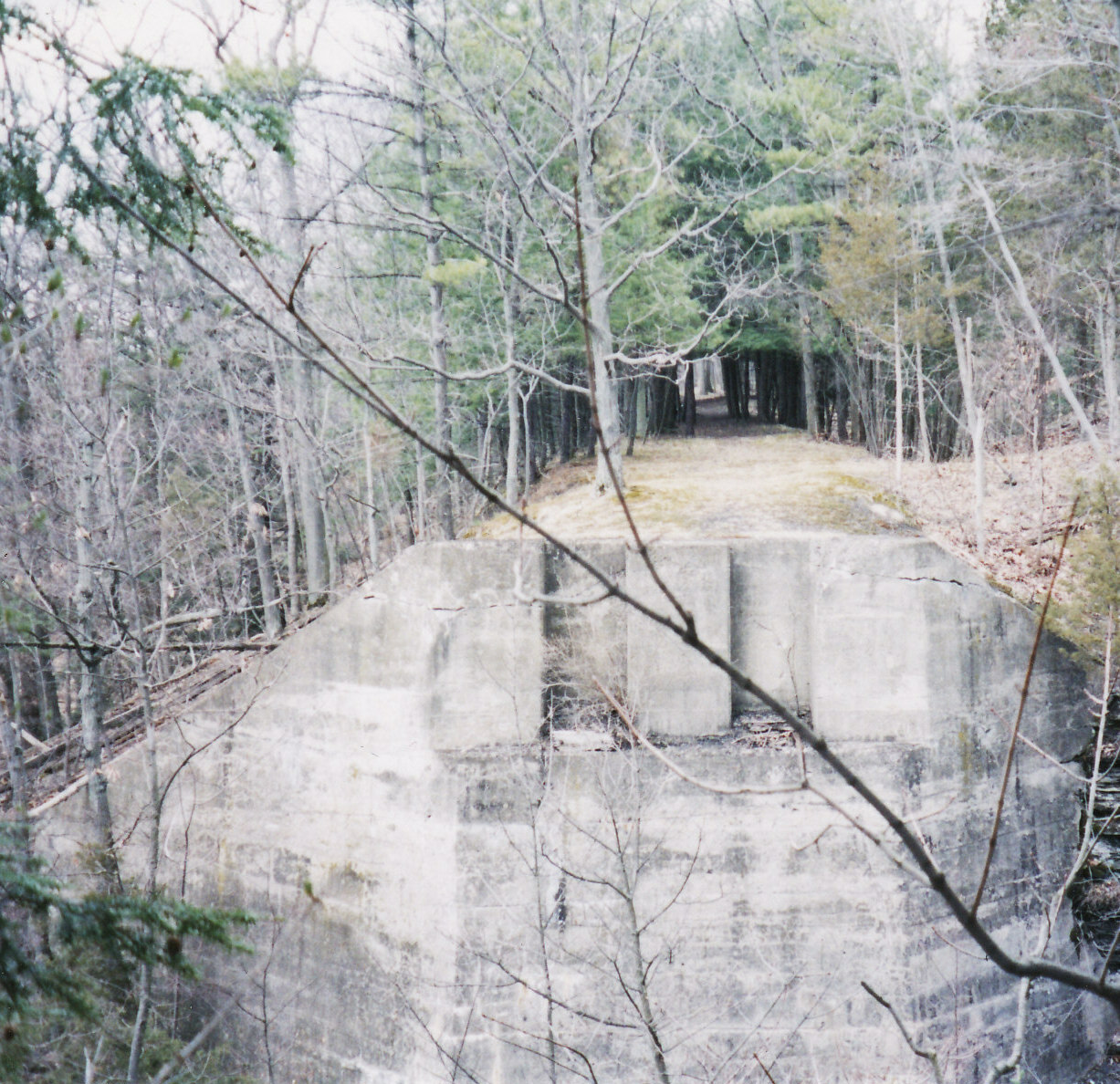
Pilier du pont de la Ligne Courte Ithaca-Auburn

L'événement ayant d'abord suggéré la tyrannie des petites décisions à Kahn a été le retrait des services ferroviaires de passagers à Ithaca (État de New York). Le chemin de fer était le seul moyen fiable d'entrer et de sortir d'Ithaca. Il fournissait des services quelles que soient les conditions, par beau et mauvais temps, pendant et en dehors des périodes de pointe des saisons. La compagnie aérienne locale et la compagnie d'autobus offraient leurs services lorsque les conditions étaient favorables, laissant les trains seuls quand les conditions étaient difficiles. Le service de chemin de fer a finalement été retiré parce que le collectif de décisions individuelles prises par les voyageurs n'offraient pas au chemin de fer les recettes nécessaires pour couvrir ses coûts marginaux. Selon Kahn, cela suggère un test économique hypothétique pour savoir si le service aurait dû être retiré.

« Supposons que chaque personne dans les villes desservies se demande combien elle aurait été disposée à s'engager régulièrement sur une certaine période de temps, disons chaque année, par l'achat de billets prépayés, pour garder le service ferroviaire de voyageurs à la disposition de sa communauté. Tant que le montant qu'elle aurait déclarée (à elle-même) aurait dépassé ce qu'elle avait effectivement payé sur la période - et ma propre expérience introspective le montre - alors dans cette mesure la disparition du service passager était un incident de la défaillance du marché. »

Le fait de ne pas refléter la pleine valeur pour les passagers de la disponibilité du service ferroviaire provient de l'écart entre la perception du temps dans laquelle les voyageurs fonctionnaient et la perception du temps dans laquelle le chemin de fer fonctionnait. Les voyageurs prenaient beaucoup de décisions à court terme, décidant pour chaque voyage particulier s'il devait être fait par voie ferrée, en voiture, en bus ou dans la compagnie locale. Compte tenu des effets cumulatifs de ces petites décisions, le chemin de fer prenait une décision majeure à long terme, « pratiquement tout ou rien et une fois pour toutes » ; à savoir la conservation ou l'abandon de son service de passagers. Chaque petite décision de voyage prise individuellement par les voyageurs ayant un impact négligeable sur la survie du chemin de fer, il n'aurait pas été rationnel - ou du moins évident - pour un voyageur de considérer la survie du chemin de fer menacée par l'une de ses propres décisions particulières.

« Il n'en demeure pas moins que chaque sélection de x sur y constitue également un vote pour éliminer la possibilité de choisir ensuite y. Si suffisamment de personnes votent pour x, chaque fois nécessairement en supposant que y continuera à être disponible, y peut en fait disparaître. Et sa disparition peut constituer une véritable privation, que les clients auraient volontiers payé quelque chose pour éviter. Le seul choix offert aux voyageurs pour influencer la décision à plus long terme du chemin de fer était donc plus court dans le temps et la somme de nos achats individuels de billets de chemin de fer s'ajoutait à un montant inférieur à notre intérêt réellement combiné de la disponibilité continue du service ferroviaire. Nous avons été victimes de la « tyrannie des petites décisions ». »

## Dégradation environnementale

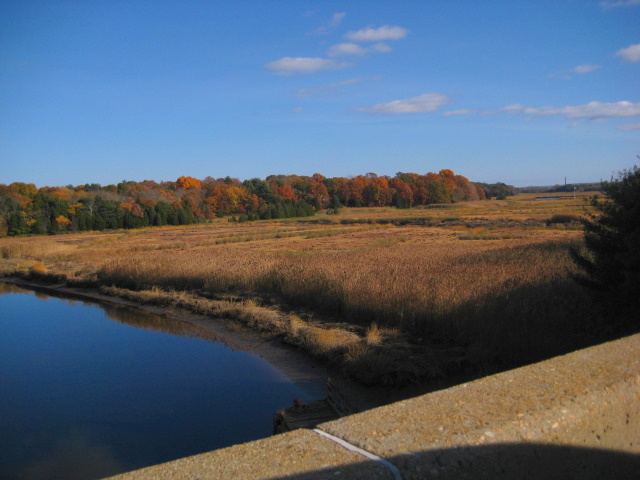
À la suite de nombreuses petites décisions, et sans que la question soit directement abordée, près de la moitié des marécages ont été détruits le long des côtes du Connecticut et du Massachusetts.